# Dhir Shumshere Jang Bahadur Rana
Dhir Shumshere Jang Bahadur Rana (ur. ok. 1828, zm. 1884) – nepalski polityk i wojskowy.

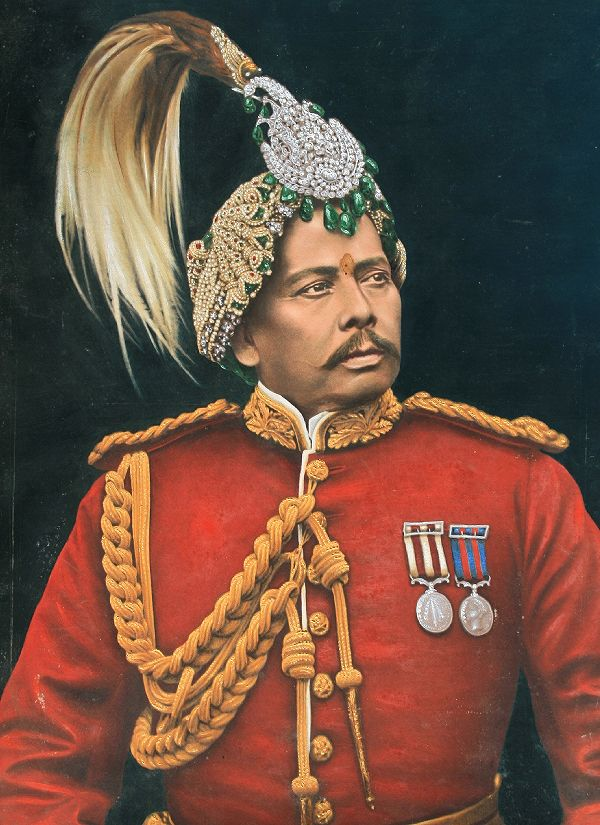
Dhir Shumsher Rana

Był najmłodszym bratem premiera Jang Bahadura. Towarzyszył mu podczas podróży po Europie (1850). Pełnił funkcję szefa sztabu armii nepalskiej, dowodził wojskami, które stłumiły rebelię w Teraju (1857-1858). Stanowił filar rządów premiera Rana Udipa. Doczekał się 17 synów, którzy z czasem utworzyli wpływową frakcję w łonie rodziny Rana. Po śmierci Dhira dokonali zamachu stanu (1885) i zmienili przepisy regulujące kwestie związane z obsadą stanowiska szefa rządu.